# قارچ سرخ

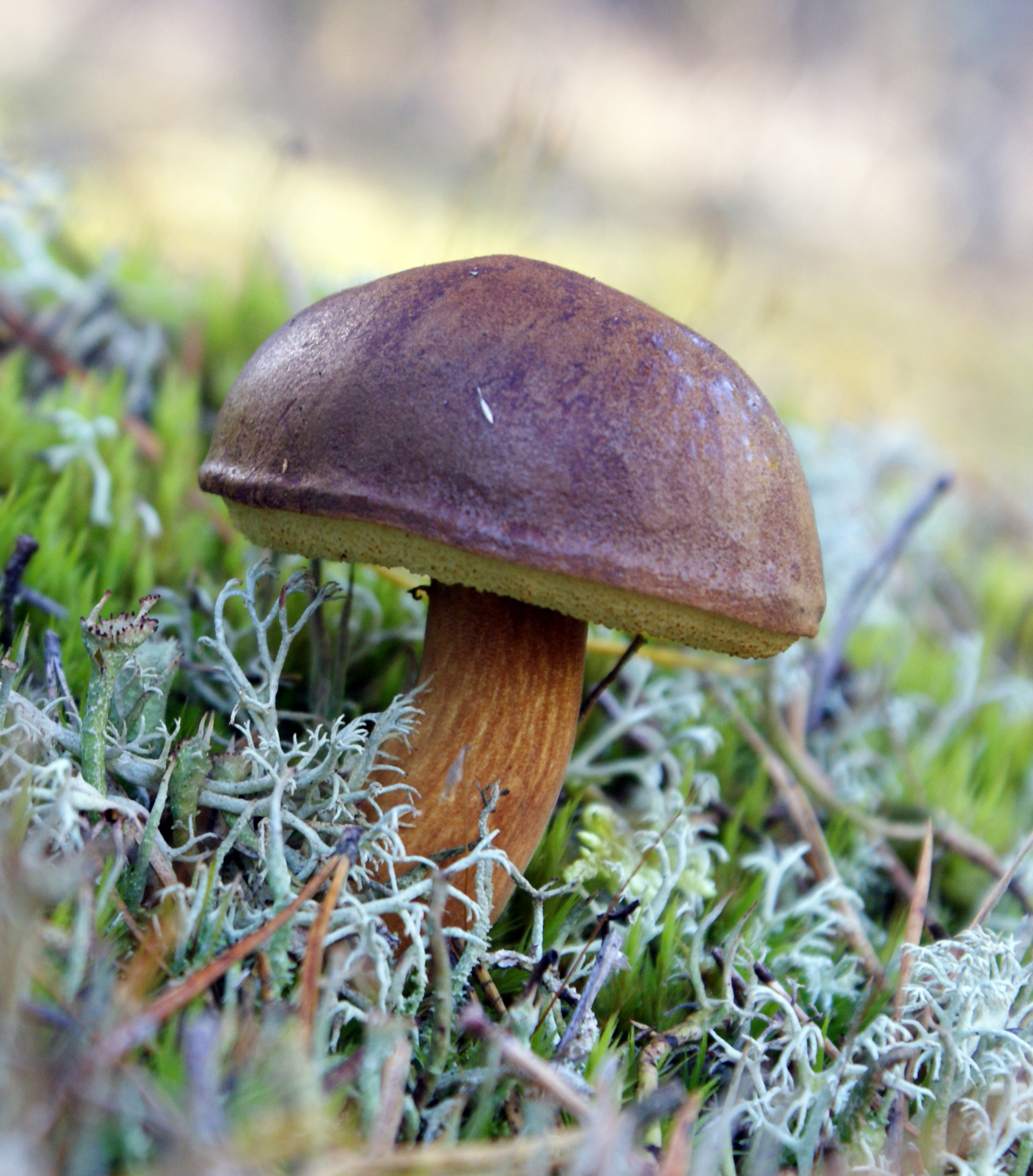
قارچ سرخ در طبیعت لهستان

قارچ سرخ  (نام علمی: Imleria badia)،یک قارچ خوراکی موجود در اروپا و آمریکای شمالی است که در جنگل‌های سوزنی‌برگ و یا جنگل‌های مخلوط بر روی زمین و یا درخت در حال پوسیدن و گاهی در زمین‌های حاصلخیز رشد می‌کند.